# Free Willy
Free Willy (conocida como Liberad a Willy en España y Liberen a Willy en Hispanoamérica) es una película de drama estadounidense de 1993 dirigida por Simon Wincer, distribuida por Warner Bros. bajo la etiqueta de entretenimiento familiar. La película está protagonizada Jason James Ritcher como un niño que se apega a una orca cautiva, homónimo de la película "Willy".
La estrella de la película es Keiko, la orca que da vida a Willy.
Seguida por tres secuelas Free Willy 2: The Adventure Home, Free Willy 3: The Rescue y Free Willy 4: Escape from Pirate's Cove, esta última sin la presencia de Keiko, ni ninguna otra orca, al utilizar la animación digital en 3D para las escenas. También se filmó una efímera serie de televisión animada, Free Willy que fue un éxito financiero. El clímax de la película ha sido parodiado varias veces en la cultura popular.
Michael Jackson produjo e interpretó la canción "Will You Be There", el tema de la película, que ganó el MTV Movie Award por "Mejor Canción de una Película" en 1994. El tema se puede escuchar en los créditos de la película y en el álbum de la banda sonora de la película.

## Argumento
La película inicia con un grupo de orcas nadando libremente en el océano, cuando de repente aparecen varios pescadores que capturan a una de ellas rodeándola con una red y separándola de su familia.
Jesse (Jason James Ritcher) es un joven de 12 años de edad, que fue abandonado por su madre 6 años atrás. Tras huir de Cooperton, se encuentra en las calles con otros huérfanos pidiendo dinero y robando comida. Una noche, Jesse y sus amigos fueron buscados y encontrados por la policía.
Mientras corrían, Jesse y Perry (Michael Bacall) trataron de esconderse en un acuario. Cuando pensaron que ya habían escapado, pintan las paredes del acuario cuando Jesse es sorprendido por una orca que estaba en el acuario. La policía logra capturar a Jesse.
Al día siguiente, Dwight (Mykelti Williamson), tras arreglar el lío del acuario, le informa a Jesse que sus nuevos padres adoptivos, Glen (Michael Madsen) y Annie (Jayne Atkinson) Greenwood, estarían felices de acogerlo a pesar del incidente en el acuario.
Cuando Jesse llega al acuario para reparar los daños causados es recibido por Randolph (August Schellenberg), quien lo deja abajo limpiando todos los dibujos. Allí es donde Jesse comienza a conocer más de cerca a Willy (Keiko), la orca del parque.
Pronto Jesse y Willy se van haciendo amigos, mientras Jesse seguía limpiando los dibujos. Cuando Jesse acaba de limpiar, se dirige al acuario en la noche, luego de escapar de casa. Mientras estaba sentado junto al tanque, se resbala y cae en el tanque, donde se casi ahoga llegando a rozar lo más profundo de la piscina, cuando repentinamente, Willy comienza a subir a Jesse hacia la superficie, salvándole la vida.
Después de que Jesse sale del tanque, Randolph lo lleva a su casa, donde le dice a sus padres que lo contratarán el resto del verano para que ayude con los trabajos en el acuario.
Ahora, Willy y Jesse desarrollan cierta amistad, mientras que Rae (Lori Petty), la entrenadora del parque marino y también de Willy, hace todos sus esfuerzos por entrenar a Willy. Ella se da cuenta de que Jesse es capaz de dominarla, por lo que Rae contrata a Jesse para las funciones de Willy en el parque marino. Pero antes, necesitarían la aprobación de Dial (Michael Ironside) y Wade (Richard Riehle), los dueños del parque que, sin pensarlo dos veces,  lo contratan para las funciones. El día de la primera función, con el parque lleno, Willy se rehúsa a actuar, ya que los golpes de los niños a los vidrios del tanque de Willy que provocaban desde abajo y los sonoros gritos de la multitud provocaban que se alterara. A pesar de todo el esfuerzo de Jesse, su obra fue un rotundo fracaso, causando molestia en todos. Willy se altera por los golpes continuos de los niños a los vidrios del tanque y arremete contra estos chocando con el vidrio, lo que provoca que los niños salgan asustados y que un pequeño tornillo del tanque se suelte, provocando una pequeña fuga de agua.
Esa noche, Jesse escapa de casa y se va al parque para hablar con Willy, y decirle que se irá de casa para partir rumbo a California junto con Perry y sus amigos. Willy intenta jugar con Jesse, pero Jesse está enojado con Willy a causa del fracaso de la función, y justo antes de irse, Jesse ve en el mar reunida a toda la familia de Willy. Justo después de esto, Jesse es testigo de cómo Wade y varios de sus secuaces rompen el tanque de Willy, para poder cobrar el dinero de la póliza del seguro, ya que Willy vale un millón de dólares.
Ante esto, Jesse busca a Randolph y le cuenta la situación, y juntos deciden liberar a Willy junto con la ayuda de Rae. Para liberarlo, toman "prestada" sin permiso la camioneta de Glen, quien observa cómo se llevan su camioneta y llama a la policía, pensando que era un robo.
Cuando Glen llama a la policía, Annie se da cuenta de que Jesse se ha ido, por lo que intentan localizar a Jesse con el radio de la camioneta. 
Cuando Jesse, Randolph y Rae están camino al muelle para liberar a Willy, se topan con un enorme árbol bloqueando el camino del bosque, por lo que Jesse pide ayuda a sus padres, los cuales acceden a ayudarlo y logran seguir adelante. Lo que no saben es que Dial y sus hombres se han dado cuenta de que se han llevado a Willy, por lo que sale a toda velocidad con sus hombres camino al muelle.
Finalmente, Jesse y sus amigos llegan al muelle, pero se topan con Dial bloqueando la entrada del mismo. Acto seguido, Glen acelera a máxima velocidad, quitando a todos del camino, y siguiendo hacia la orilla para finalmente liberar a Willy de una vez por todas pero cuando todos pensaban que Willy estaba libre, se consiguen una sorpresa, Dial tiene unos barcos bloqueando la costa y con unas redes listas para capturarlo.
Cuando todos pensaron que Willy estaba perdido, Jesse conduce a Willy hacia el rompeolas del muelle y le dice que intente saltarlo. Willy logra saltar con éxito, quedando así, libre.

## Reparto
- Keiko como Willy
- Jason James Ritcher como Jesse.
- Lori Petty como Rae Lindley.
- August Schellenberg como Randolph Johnson.
- Michael Madsen como Glen Greenwood.
- Jayne Atkinson como Annie Greenwood.
- Michael Ironside como Dial.
- Richard Riehle como Wade.
- Mykelti Williamson como Dwight Mercer.
- Michael Bacall como Perry.

## Banda sonora
La película cuenta también con una banda sonora, la cual está disponible a la venta para el público. Fue producida bajo la discográfica Epic Records. Las pistas son las siguientes:
1. «Will You Be There» - Michael Jackson
2. «Keep On Smilin'» - New Kids On The Block
3. «Didn't Mean To Hurt You» - 3T
4. «Right Here» (Human Nature remix) - Voices/Sisters
5. «How Can You Leave Me Now» - Funky Poets
6. «Main Title»
7. «Connection»
8. «Gifts, The»
9. «Friends Montage»
10. «Audition»
11. «Farewell Suite (Medley): Jessie Says Goodbye» / «Let's Free Willy!» / «Return To Freedom»
12. «Will You Be There (Reprise)» - Michael Jackson

## Comentarios
- El nombre en la vida real de esta orca era Keiko, orca que ya falleció, el 12 de diciembre de 2003 debido a una neumonía.

- Free Willy sale en dos episodios de Los Simpsons: El niño que sabía demasiado y en Treehouse of Horror XI.

- Free Willy sale en un episodio de South Park, donde los chicos son víctimas de una broma en el acuario por dos cuidadores y les hacen creer que una orca puede hablar y vive en la Luna. Los chicos desean devolver a la orca a la Luna y a partir de esa idea nace el episodio.

- La canción «Will You Be There», fue grabada por Michael Jackson y pertenece a su álbum Dangerous.

- Willy es nombrado en la película "Escuela de Rock", protagonizada por Jack Black, en la parte que el profesor "S" habla a sus alumnos sobre el "EFE". Dicho profesor dice a sus alumnos que gracias al "EFE", Keiko (Willy) terminó sumergido en un tanque con cloro.

- Willy es nombrado en la película Scary Movie 4, en la parte que Billy (Saw) tiene en una máquina de tortura a Tom, cuando la máquina utiliza un dedo de plástico y lo mete en su oreja dice la frase "Liberen a Willy".

- Datos: Q473628
- Multimedia: Free Willy / Q473628